# Joseba Andoni Agirretxea Urresti
Joseba Andoni Agirretxea Urresti (Ondárroa, Vizcaya; 6 de agosto de 1966) es un político español, miembro del Partido Nacionalista Vasco. Fue concejal en Ondárroa y es diputado en el Congreso desde la IX legislatura hasta la XV legislatura actual.

## Trayectoria
Nacido en Ondárroa, a los 17 años se afilió a EGI, las juventudes del PNV y dos años después ocupó una concejalía en el Ayuntamiento, cargo que mantuvo hasta 1990. Cursó estudios de Filología Vasca en la Universidad de Deusto pero dirigió su carrera profesional en el mundo de la comunicación, donde trabajó durante doce años en ETB y Radio Euskadi.
Tras iniciativa de Joseba Egibar, empezó como asesor en las Juntas Generales de Guipúzcoa y posteriormente nombrado por la Asamblea General del PNV portavoz del partido. Más tarde ha trabajado como asesor de Comunicación en la Secretaría General de Acción Exterior del Gobierno Vasco. Miembro de la Asamblea Nacional del PNV, ha sido diputado durante la IX, X, XI y XII legislaturas en el Congreso de los Diputados. En la XI y XII legislaturas, fue presidente de la Comisión Mixta de Relaciones con el Defensor del Pueblo.
Durante la XIII legislatura, Agirretxea fue miembro de la Comisión del Estatuto de los Diputados y portavoz de las comisiones de Defensa, de Cultura y Deporte, de Sanidad Consumo y Bienestar Social, de Ciencia, Innovación y Universidades, de Igualdad y de Agricultura, Pesca y Alimentación, siendo también presidente de esta última.
En la actual XIV legislatura, continúa siendo el presidente de la Comisión de Agricultura, Pesca y Alimentación así como portavoz en otras diversas comisiones.